# Walt Disney World Quest: Magical Racing Tour
Walt Disney World Quest: Magical Racing Tour est un jeu vidéo de course développé par Crystal Dynamics et édité par Eidos Interactive, sorti en 2000 sur Windows, Dreamcast, PlayStation et Game Boy Color.
Le jeu met en scène des pilotes originaux à l'exception de Tic et Tac et de Jiminy Cricket.

## Système de jeu
Le jeu permet de faire des courses en voiture, bateau ou motoneige dans les attractions emblématiques de Walt Disney World, chacune avec sa propre bande-son : Big Thunder Mountain, The Haunted Mansion, Jungle Cruise, Pirates of the Caribbean, Space Mountain, Splash Mountain, Tomorrowland, Test Track, Rock 'n' Roller Coaster, Dinosaur, Blizzard Beach, Typhoon Lagoon et Studios.

## Accueil
- Gamekult : 4/10 (DC). Le site apprécie les graphismes et la jouabilité en comparant le principe à Mario Kart 64 et Crash Team Racing mais reproche un manque de contenus et une durée de vie plutôt faible[1]